# Chrysodeixis argentifera
Chrysodeixis argentifera is een vlinder uit de familie van de uilen, de Noctuidae. De vlinder is overdag actief en heeft een spanwijdte van rond de 30 millimeter. De waardplanten van deze soort zijn onder andere de landbouwgewassen zonnebloem, Canola, snijbiet, tomaat en boon en de tuinplanten vergeet-mij-nietje, Pelargonium en kindje-op-moeders-schoot, maar ook allerlei andere planten. De soort kan zich tot plaag ontwikkelen. Hij komt voor in het werelddeel Australië.